# Prénol
En chimie organique, un prénol (C5H10O) est un composé organique de la famille des alcools. La chaîne carbonée d'un prénol (numéro CAS 556-82-1) est composée d'une répétition d'unités isoprène, ce qui en fait donc un composé de la famille des terpènes.
Son nom provient de la contraction des mots anglais : isoprenoid alcohol.